# Karl Hansen
Karl Hansen   (Stjärnorp church parish, 30 de juliol de 1890 - Estocolm, 5 d'abril de 1959) va ser un genet i major de l'Exèrcit suec suec que va competir durant la dècada de 1920.
El 1928 va prendre part en els Jocs Olímpics d'Amsterdam, on va disputar dues proves del programa d'hípica. Guanyà la medalla de bronze en la prova del concurs de salts d'obstacles per equips, mentre en el concurs de salts individual fou sisè. En ambdues proves muntà el cavall Gerold.